# Delia Owens
Delia Owens, geboren als Cordelia Dykes (* 4. April 1949 in Thomasville, Georgia), ist eine US-amerikanische Schriftstellerin und Zoologin.

## Leben
Dykes wurde am 4. April 1949 als Tochter von Maurice Dykes (1918–1975) und Mary Helen (geb. Johnson) (1920–2015) geboren.
Mit ihren Geschwistern – dem Zwillingsbruder Robert Roy („Bobby“), ihrer Schwester Helen und ihrem Bruder Lee Hawkins – wuchs sie in Thomasville im Süden Georgias auf.
Ihre Familie verbrachte fast jeden Sommer in den Bergen von North Carolina.
Als Kind begann sie zu schreiben und gewann an ihrer Schule einige Wettbewerbe. Nach dem Ende ihrer Schulzeit nahm Dykes ein Studium der Zoologie an der University of Georgia in Athens auf und schloss es mit einem Bachelor of Science ab. Anschließend promovierte sie an der University of California, Davis im Fach Animal Behaviour (Verhaltenswissenschaften der Tiere).
1971 lernte sie an der Universität den Zoologen und Biologen Mark Owens (* 1944) kennen.
Das Paar heiratete 1972 und ging zunächst nach Oregon, um bei den Planungen für einen Wildpark mitzuarbeiten. 1974 verkauften sie ihre Besitztümer und reisten mit One-Way-Flugtickets, Rucksäcken und 6.000 US-Dollar nach Botswana, um ein Forschungsprojekt im Central Kalahari Game Reserve zu beginnen. Sie kauften einen Geländewagen und eine Campingausrüstung und machten sich auf den Weg in die Kalahari, eine der abgelegensten Wüsten der Welt. Es gab keine Straßen, keine Siedlungen und nur ein paar San-Gruppen. Schließlich ließen sie sich im Deception Valley nieder, dem Tal des Deception River, das seit Tausenden von Jahren ausgetrocknet ist und mehr als acht Stunden vom nächsten Außenposten der Zivilisation entfernt liegt. Sieben Jahre verbrachte das Paar dort, studierte die Wildnis und verfasste Forschungen über die schwarzmähnigen Kalahari-Löwen und die Schabrackenhyäne. Ihre Erlebnisse veröffentlichten sie in ihrem Buch Cry of the Kalahari und in einer Reihe von Artikeln in populären und wissenschaftlichen Publikationen.
Ab 1986 arbeitete das Paar im Nordluangwa-Nationalpark und in den 1990er Jahren in Mpika. Später ließen sie sich im Boundary County in Idaho nieder.
Delia Owens Debütroman Where the Crawdads Sing (dt.: Der Gesang der Flusskrebse) war 2019 mehrere Wochen lang auf der Bestsellerliste der New York Times. In Deutschland wurde er zum Lieblingsbuch der Unabhängigen 2019 gewählt. Im deutschen Buchmarkt stand der Roman ab der 31. Woche 2019 über 80 Wochen lang (bis heute: 3. Februar 2021) auf der Spiegel-Bestsellerliste, wobei in der 18. Woche Platz 1 erreicht wurde. Auch in der Schweiz stand das Buch im Januar und April 2020 auf der Liste „Bestseller Schweiz Belletristik“.

## Bücher
- Cry of the Kalahari (gemeinsam mit Mark Owens) 1984
- The Eye of the Elephant (gemeinsam mit Mark Owens) 1992
- Secrets of the Savanna (gemeinsam mit Mark Owens) 2006
- Where the Crawdads Sing (dt.: Der Gesang der Flusskrebse) 2018